# Gelbflanken-Spitzmausbeutelratte
Die Gelbflanken-Spitzmausbeutelratte (Monodelphis dimidiata), auch Orange-Flanken-Spitzmausbeutelratte genannt, lebt im südlichen Brasilien, in Uruguay, im südöstlichen Paraguay und im nördlichen Argentinien.

## Beschreibung
Männchen erreichen eine Kopfrumpflänge von 9,5 bis 15,4 cm und haben einen 3,7 bis 7,6 cm langen Schwanz. Weibchen bleiben mit einer Kopfrumpflänge von 8,8 bis 13 cm und einem 3,8 bis 5,7 cm langen Schwanz etwas kleiner. Das Gewicht der Tiere liegt bei 40 bis 84 g. Gelbflanken-Spitzmausbeutelratten zeigen hinsichtlich der Größe einen starken Sexualdimorphismus. Weibchen erreichen im Durchschnitt nur 40 % des Gewichtes der Männchen, können aber 85 % der Länge der Männchen erreichen. Auch der Schädel und die Eckzähne sind beim Männchen deutlich größer. Der unbehaarte Schwanz der Tiere hat eine Länge von 40 bis 45 % der Kopfrumpflänge. Das Rückenfell, der Kopf und die Außenseiten der Gliedmaßen sind ungestreift und aschfarben grau oder olivbraun. Die Körperseiten sind orange. Dunkle Augenringe oder ein dunkler Streifen in der Mitte von Kopf und Schnauze sind nicht vorhanden. Das Bauchfell ist hell bräunlich oder orangebraun. Das Fell ist kurz und weich. Weibchen haben keinen Beutel. Die Anzahl der Zitzen ist nicht bekannt, es wurden jedoch Weibchen mit maximal 16 Jungtieren beobachtet. Bei den im südöstlichen Brasilien lebenden Gelbflanken-Spitzmausbeutelratten, die ursprünglich unter dem Namen Monodelphis sorex als selbständige Art beschrieben worden sind, wurden 27 Zitzen gezählt, 13 an jeder Bauchseite und eine mittige. Dies ist die höchste Anzahl an Zitzen bei allen Beutelrattenarten. Bei diesen Tieren hat der Schwanz eine Länge von ca. 60 % der Kopfrumpflänge und ihre Flanken sind eher rostfarben bis rötlich. Der Karyotyp der Gelbflanken-Spitzmausbeutelratte ist 2n=18,FN=30.

## Lebensraum und Lebensweise

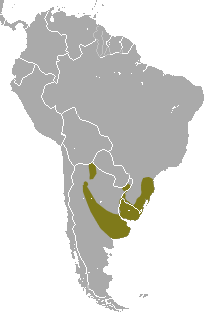
Das Verbreitungsgebiet

Die Gelbflanken-Spitzmausbeutelratte lebt in der Pampa, auf Weiden, in Sümpfen, an Flussufern und in felsigen Gebieten. Die größten Populationsdichten der Art findet man in dichten Grasbeständen. Die ursprünglich Monodelphis sorex zugerechneten Exemplare leben im südöstlichen Brasilien auch im Atlantischen Regenwald und in kultivierten Arealen. Die Gelbflanken-Spitzmausbeutelratte ist tagaktiv, hat ihren Aktivitätsschwerpunkt während des späten Nachmittags und ist weitgehend bodenbewohnend. In menschlicher Obhut gehaltene Exemplare zeigten, dass die Art gut klettern kann, dabei ihren kurzen Schwanz benutzt, und auch während der Nacht aktiv ist.
Die Gelbflanken-Spitzmausbeutelratte ernährt sich vor allem von Insekten, außerdem von kleinen Wirbeltieren und pflanzlichen Stoffen. In einer Untersuchung enthielten alle Mägen Überreste von Insekten, in einem Drittel der Mägen wurden Überreste von Wirbeltieren, vor allem von Kleinsäugern gefunden, und 9 % der Mägen enthielten pflanzliches Material, oft die Samen von Ameisenbäumen und Brombeeren. Zu den Kleinsäugern, die erbeutet werden, gehören die Kleine Vespermaus (Calomys laucha), die Gelbbraune Zwergreisratte (Oligoryzomys fulvescens), die Robert-Grabmaus (Oxymycterus roberti) und Necromys obscurus. Zu den häufig gefressenen Insekten zählen Ameisen, Schnabelkerfe, Käfer, Hautflügler, Schaben, Raupen und Heuschrecken. Weitere Wirbellose, die gefressen werden, sind Schnecken, Egel, Regenwürmer, Asseln und andere Krebstiere, Weberknechte und Milben. Haarige Raupen werden mit den Pfoten auf dem Boden gerollt, um die Haare zu entfernen. Einige in menschlicher Obhut gehaltene Weibchen scheuten sich davor, angebotene Hausmäuse zu töten und wenn sie es taten, dann nur bei jungen Mäusen. Männchen sind aggressiver und zeigten keine Hemmungen, Mäuse zu töten. Beim Fressen benutzen die Tiere ihre Vorderpfoten und positionieren die Nahrung so, dass sie von den hinteren Backenzähnen erreicht wird.
Gelbflanken-Spitzmausbeutelratten vermehren sich nur einmal in ihrem Leben (Semelparität). Die Weibchen bekommen in der Regel 8 bis 14, maximal 16 Jungtiere, die bei der Geburt 0,08 bis 0,11 g wiegen. Sie werden in einem aus Blättern hergestellten Nest geboren. Die für den Nestbau benötigten Blätter transportiert das Weibchen mit dem Schwanz zum Bauplatz. Die Fortpflanzungszeit liegt in Argentinien im Frühling.

## Systematik
Als Autor der Erstbeschreibung der Gelbflanken-Spitzmausbeutelratte gilt der deutsche Zoologe Johann Andreas Wagner, der sie 1847 unter der Bezeichnung Didelphis dimidiata beschrieb. Monodelphis henseli und Monodelphis sorex sind Synonymbeschreibungen von Monodelphis dimidiata. Zusammen mit der Einstreifen-Spitzmausbeutelratte (M. unistriata) aus Südostbrasilien bildet die Gelbflanken-Spitzmausbeutelratte die Untergattung Monodelphiops in der Gattung Monodelphis.

## Status
Die Dreistreifen-Spitzmausbeutelratte wird von der IUCN als ungefährdet angesehen. Sie hat ein großes Verbreitungsgebiet, kommt auch in einigen Schutzgebieten vor und scheint nicht zu weit gehende Veränderungen ihres Lebensraumes durch den Menschen in der Regel zu tolerieren.

## Belege
1. 1 2 3 4 5 6 7  Diego Astúa: Family Didelphidae (Opossums). in Don E. Wilson, Russell A. Mittermeier: Handbook of the Mammals of the World – Volume 5. Monotremes and Marsupials. Lynx Editions, 2015, ISBN 978-84-96553-99-6. Seite 154.
2. ↑  Silvia E. Pavan, Robert S. Voss: A revised subgeneric classification of short-tailed opossums (Didelphidae, Monodelphis). American Museum novitates 3868, 2016.
3. ↑  Monodelphis dimidiata in der Roten Liste gefährdeter Arten der IUCN 2018. Eingestellt von: Teta, P. & Martin, G.M., 2015. Abgerufen am 3. Juli 2019.